# Bobsleigh en los Juegos Olímpicos
El bobsleigh en los Juegos Olímpicos se realiza desde la primera edición, Chamonix 1924, a excepción de la edición de 1960. En las dos primeras ediciones solo se disputó la competición de cuádruple masculino, en 1932 se sumó la prueba doble masculina,  y en 2002 se realizó por primera vez la prueba doble femenina.
Tras el Campeonato Mundial de Bobsleigh es la máxima competición internacional de bobsleigh. Es organizado por el Comité Olímpico Internacional (COI), junto con la Federación Internacional de Bobsleigh y Skeleton (IBSF).

## Ediciones
| Núm.  | Año                         | Sede                               | Instalación                                     |
| ----- | --------------------------- | ---------------------------------- | ----------------------------------------------- |
| I     | Chamonix 1924               | Chamonix ( Francia)                | Pista de Bobsleigh de Pellerins                 |
| II    | Sankt Moritz 1928           | Sankt Moritz ( Suiza)              | Pista de Bobsleigh                              |
| III   | Lake Placid 1932            | Lake Placid ( Estados Unidos)      | Pista Olímpica de Mt. Van Hoevenberg            |
| IV    | Garmisch-Partenkirchen 1936 | Garmisch-Partenkirchen ( Alemania) | Pista de Bobsleigh de Riessersee                |
| V     | Sankt Moritz 1948           | Sankt Moritz ( Suiza)              | Pista de Bobsleigh                              |
| VI    | Oslo 1952                   | Oslo ( Noruega)                    | Korketrekkeren                                  |
| VII   | Cortina d'Ampezzo 1956      | Cortina d'Ampezzo ( Italia)        | Pista Olímpica de Cortina d'Ampezzo             |
| —     | Squaw Valley 1960           | No realizado                       | No realizado                                    |
| VIII  | Innsbruck 1964              | Igls ( Austria)                    | Pista de Bobsleigh y Luge de Igls               |
| IX    | Grenoble 1968               | Villard-de-Lans ( Francia)         | Pista de Luge de Villard-de-Lans                |
| X     | Sapporo 1972                | Sapporo ( Japón)                   | Pista de Luge de Monte Teine                    |
| XI    | Innsbruck 1976              | Igls ( Austria)                    | Pista de Bobsleigh y Luge de Igls               |
| XII   | Lake Placid 1980            | Lake Placid ( Estados Unidos)      | Pista Olímpica de Mt. Van Hoevenberg            |
| XIII  | Sarajevo 1984               | Sarajevo ( Yugoslavia)             | Pista Olímpica de Bobsleigh y Luge de Trebević  |
| XIV   | Calgary 1988                | Calgary ( Canadá)                  | Parque Olímpico de Canadá                       |
| XV    | Albertville 1992            | La Plagne ( Francia)               | Pista de Bobsleigh y Luge de La Plagne          |
| XVI   | Lillehammer 1994            | Lillehammer ( Noruega)             | Pista Olímpica de Bobsleigh y Luge              |
| XVII  | Nagano 1998                 | Nagano ( Japón)                    | Spiral                                          |
| XVIII | Salt Lake City 2002         | Park City ( Estados Unidos)        | Parque Olímpico de Utah                         |
| XIX   | Turín 2006                  | Cesana Torinese ( Italia)          | Cesana Pariol                                   |
| XX    | Vancouver 2010              | Whistler ( Canadá)                 | Centro de Deportes de Deslizamiento de Whistler |
| XXI   | Sochi 2014                  | Krasnaya Poliana ( Rusia)          | Centro de Deportes de Deslizamiento Sanki       |
| XXII  | Pyeongchang 2018            | Pyeongchang ( Corea del Sur)       | Centro de Deportes de Deslizamiento de Alpensia |
| XXIII | Pekín 2022                  | Yanqing ( China)                   | Centro Nacional de Deportes de Deslizamiento    |

## Medallero histórico
- Actualizado hasta Pekín 2022.

| Núm. | País           | Oro | Plata | Bronce | Total |
| ---- | -------------- | --- | ----- | ------ | ----- |
| 1    | Alemania       | 22  | 17    | 12     | 51    |
| 2    | Suiza          | 10  | 10    | 11     | 31    |
| 3    | Estados Unidos | 8   | 11    | 9      | 28    |
| 4    | Canadá         | 5   | 2     | 4      | 11    |
| 5    | Italia         | 4   | 4     | 4      | 12    |
| 6    | Austria        | 1   | 2     | 0      | 3     |
| 7    | Reino Unido    | 1   | 1     | 3      | 5     |
| 7    | Rusia          | 1   | 1     | 3      | 5     |
| 9    | Letonia        | 1   | 0     | 2      | 3     |
| 10   | Bélgica        | 0   | 1     | 1      | 2     |
| 11   | Corea del Sur  | 0   | 1     | 0      | 1     |
| 12   | Francia        | 0   | 0     | 1      | 1     |
| 12   | Rumania        | 0   | 0     | 1      | 1     |
|      | TOTAL          | 53  | 50    | 51     | 154   |

1. ↑  Incluye las medallas obtenidas por la RFA y la RDA entre 1949 y 1990.
2. ↑  Incluye las medalla obtenidas por la URSS.